# 日本とマリの関係
日本とマリの関係（にほんとマリのかんけい、フランス語: Relations japonaises–maliennes、英語: Japan-Mali relations） では、日本とマリの関係について概説する。両国は概ね友好的な関係を築いている。

## 両国の比較
|                   | マリ                          | 日本                            | 両国の差              |
| ----------------- | ----------------------------- | ------------------------------- | --------------------- |
| 人口              | 2025万834人（2020年）         | 1億2583万人（2020年）           | 日本はマリの約6.2倍   |
| 国土面積          | 124万km2                      | 37万7972 km2                    | マリは日本の約3.3倍   |
| 人口密度          | 17 人/km2（2020年）           | 345 人/km2（2020年）            | 日本はマリの約20.3倍  |
| 首都              | バマコ                        | 東京都                          |                       |
| 最大都市          | バマコ                        | 東京都区部                      |                       |
| 政体              | 大統領制 共和制               | （民主制）議院内閣制            |                       |
| 公用語            | フランス語                    | 日本語（事実上）                |                       |
| 通貨              | CFAフラン                     | 日本円                          |                       |
| 国教              | なし                          | なし                            |                       |
| 人間開発指数      | 0.427                         | 0.919                           |                       |
| 民主主義指数      | 4.92                          | 7.99                            |                       |
| GDP（名目）       | 174億6539万米ドル（2020年）   | 4兆9754億1524万米ドル（2019年） | 日本はマリの約284.9倍 |
| 一人当たり名目GDP | 862.5米ドル（2020年）         | 39,538.9米ドル（2020年）        | 日本はマリの約45.8倍  |
| GDP（購買力平価） | 475億3101万米ドル（2020年）   | 5兆5043億3091万米ドル（2019年） | 日本はマリの約115.8倍 |
| 一人当たり実質GDP | 2,347.1米ドル（2019年）       | 43,593.5米ドル（2019年）        | 日本はマリの約18.6倍  |
| 経済成長率        | 4.7%（2019年）                | 0.3%（2019年）                  |                       |
| 軍事費            | 5億9336万5423米ドル（2020年） | 491億4855万米ドル（2020年）     | 日本はマリの約82.8倍  |
| 地図              |                               |                                 |                       |

## 歴史
1960年4月、マリは現在のセネガルとともにマリ連邦としてフランスから独立。日本はこれを国家承認していたが、同年8月にはセネガルが早々に離脱し連邦は事実上解消されていた。マリも連邦からの独立という形で同年9月にマリ共和国と国号を改め、再出発。日本は同年10月に改めてマリを国家承認した。
マリ連邦の歴史から、日本は長らく在セネガル日本国大使館がマリを兼轄していたが、2008年1月にバマコに在マリ日本国大使館本館を開設した。マリ側は1993年6月より北京の在中国マリ大使館が日本を兼轄していたが、2002年6月に東京に在日マリ大使館を開設。
2012年には反政府勢力アザワド解放民族運動がマリ北部のトゥアレグ族が居住する地域で武力行使の後に「アザワド」の一方的な独立を宣言した(アザワド独立宣言)。日本政府はこれに対し、既存の国境の尊重という基本原則に基づいてアザワドを非難していた。

## 外交

### 二国間関係
マリは西アフリカ、日本は東アジアに位置する国家であり、地理的に遠く文化的にも接点は少ない。また日本は先進国である一方マリは後発開発途上国であり、経済的な格差も激しい。治安面でも、マリは北部・中部で武装勢力が台頭しており、また2021年にはクーデターが発生するなど民主主義が揺らいでいる。そのことから交流は進んでいない。ただしマリはブルキナファソ、チャド、モーリタニア、ニジェールとともに「G5サヘル」という枠組みを作り、サヘル地域の安定化に努めている。日本もサヘル地域の安定化はアフリカの発展のために欠かせないものと考えており、この地域を積極的に支援している。

### 日本要人のマリ訪問
2007年のアマドゥ・トゥマニ・トゥーレの大統領就任式には衆議院議員の西川公也が総理特使として派遣され、民主的に実施された選挙を見届けた。
2011年には在マリ日本国大使館開設以後、初めて外務大臣政務官として菊田真紀子がマリを訪問。マリ大統領アマドゥ・トゥマニ・トゥーレ以下主要閣僚と会談を実施し、サヘル情勢や二国間関係についてを話し合った。
2019年には外務副大臣として初めて佐藤正久がモーリタニアと並んでマリを訪問。マリ首相のスメイル・ブベイ・マイガや外相カミッサ・カマラと会談を実施して、サヘル地域の安定化や安保理改革、北朝鮮情勢などについてを議論した。

### マリ要人の訪日
2013年には暫定大統領ディオンクンダ・トラオレがアフリカ開発会議のため訪日し、安倍晋三と首脳会談を実施。アザワド問題と関係してマリの領土一体性と憲法秩序の回復についてが議論された。
2018年、外相カミッサ・カマラが訪日。外務大臣の河野太郎と外相会談を実施した。
2019年にはアフリカ開発会議のため訪日したマリ大統領イブラヒム・ブバカール・ケイタと安倍晋三が横浜市で首脳会談を開いた。暫定的ではない、正規の大統領の訪日は初であり、サヘル地域の安定化についてが議論された。

## 経済関係
2020年のマリの対日貿易は、対日輸出4.25億円、対日輸入19.08億円となっており、日本の黒字となっている。主要な輸出品はごま、アルミニウムなどで、主要な輸入品はゴムタイヤや鉄鋼、自動車など。
マリの主要援助国はアメリカ合衆国、フランス、ドイツ、カナダ、オランダなどであり、日本は上位援助国からは外れている。ただし多額のODAは実施している。2010年以降のODAは以下の通り。
- 「バマコ都市圏デジタル地形図作成プロジェクト(2015年)」‐技術協力。バマコおよび周辺地域のデジタル地形図などの大縮尺の地理情報の整備、および地理空間情報の整備に係る技術移転などを支援[30]。
- 「バマコ中央魚市場建設計画(2010年、10.27億円)」‐無償協力。安全なたんぱく質を安定的に供給するため、ニジェール川南岸地域において、魚卸売市場の整備（荷捌場などの建設、製氷機、貯氷庫などの調達）を支援[31]

## 文化交流
国立民族学博物館は2014年、マリ文化省文化財保護局と学術協定を結び、マリの文化財の保護と研究、教育、普及に関する協力関係が築かれた。
カラ＝西アフリカ農村自立協力会の代表としてマリの発展に尽力してきた村上一枝は東京盛岡ふるさと会の会員で、岩手県立盛岡第二高等学校の出身であった。この縁から2020年東京オリンピック・パラリンピックに際しては岩手県盛岡市がマリ選手団のホストタウンとなり、文化交流を進めた。また盛岡市からの寄付でマリにはアルファベットや数字を教える識字教室が設置され、その看板には「MORIOKA」と掲げられている。

## 外交使節

### 駐日マリ大使
| 代 | 氏名                                   | 在任期間        | 官職名       | 備考                                            |
| -- | -------------------------------------- | --------------- | ------------ | ----------------------------------------------- |
| 1  | ティディアニ・ギス                     | 1971年 - 1976年 | 特命全権大使 | 信任状捧呈は10月22日 初代 モスクワ常駐          |
| 2  | ブバカール・カセ                       | 1976年 - 1978年 | 特命全権大使 | 信任状捧呈は7月9日 北京常駐                     |
| 3  | ジブリラ・マイガ                       | 1978年 - 1985年 | 特命全権大使 | 信任状捧呈は12月18日 北京常駐                   |
| 4  | アブドレェ・アマポゥ・シ               | 1985年 - 1993年 | 特命全権大使 | 信任状捧呈は6月7日 北京常駐                     |
| 5  | カフグナ・コネ                         | 1993年 - 1999年 | 特命全権大使 | 信任状捧呈は1994年2月18日 北京常駐              |
| 6  | ファトゥマタ・ディアル                 | 1999年 - 2004年 | 特命全権大使 | 信任状捧呈は2002年5月16日 セネガル常駐→東京常駐 |
|    | マイガ・モハメッド                     | 2004年 - 2005年 | 臨時代理大使 |                                                 |
| 7  | ギセ・マイムナ・ジャル                 | 2005年 - 2011年 | 特命全権大使 | 信任状捧呈は4月5日                              |
|    | ケイタ・タウレ                         | 2011年 - 2012年 | 臨時代理大使 |                                                 |
| 8  | モハマン・エルハッジ・バニア・トゥーレ | 2012年 - 2017年 | 特命全権大使 | 信任状捧呈は7月4日                              |
|    | ジャラ・カマラ・マリエトゥ             | 2017年 - 2018年 | 臨時代理大使 |                                                 |
| 9  | アヤ・チャム・ジャロ                   | 2018年 - 2019年 | 特命全権大使 | 信任状捧呈は2月16日                             |
|    | ジャラ・カマラ・マリエトゥ             | 2019年 - 2020年 | 臨時代理大使 |                                                 |
| 10 | モハメッド・エルモクタール             | 2020年 - 2022年 | 特命全権大使 | 信任状捧呈は7月2日                              |
|    | ジャラ・カマラ・マリエトゥ             | 2022年          | 臨時代理大使 |                                                 |
| 11 | ニナ・ワレット・インタルー             | 2022年 - 2024年 | 特命全権大使 | 信任状捧呈は11月7日                             |
|    | パトリス・ディビ・バヨ                 | 2024年 -        | 臨時代理大使 |                                                 |

### 駐日マリ共和国大使館
- 住所：〒141-0021 東京都品川区上大崎3丁目12-9[59]
- アクセス：JR山手線/都営三田線/東急目黒線目黒駅東急連絡改札口

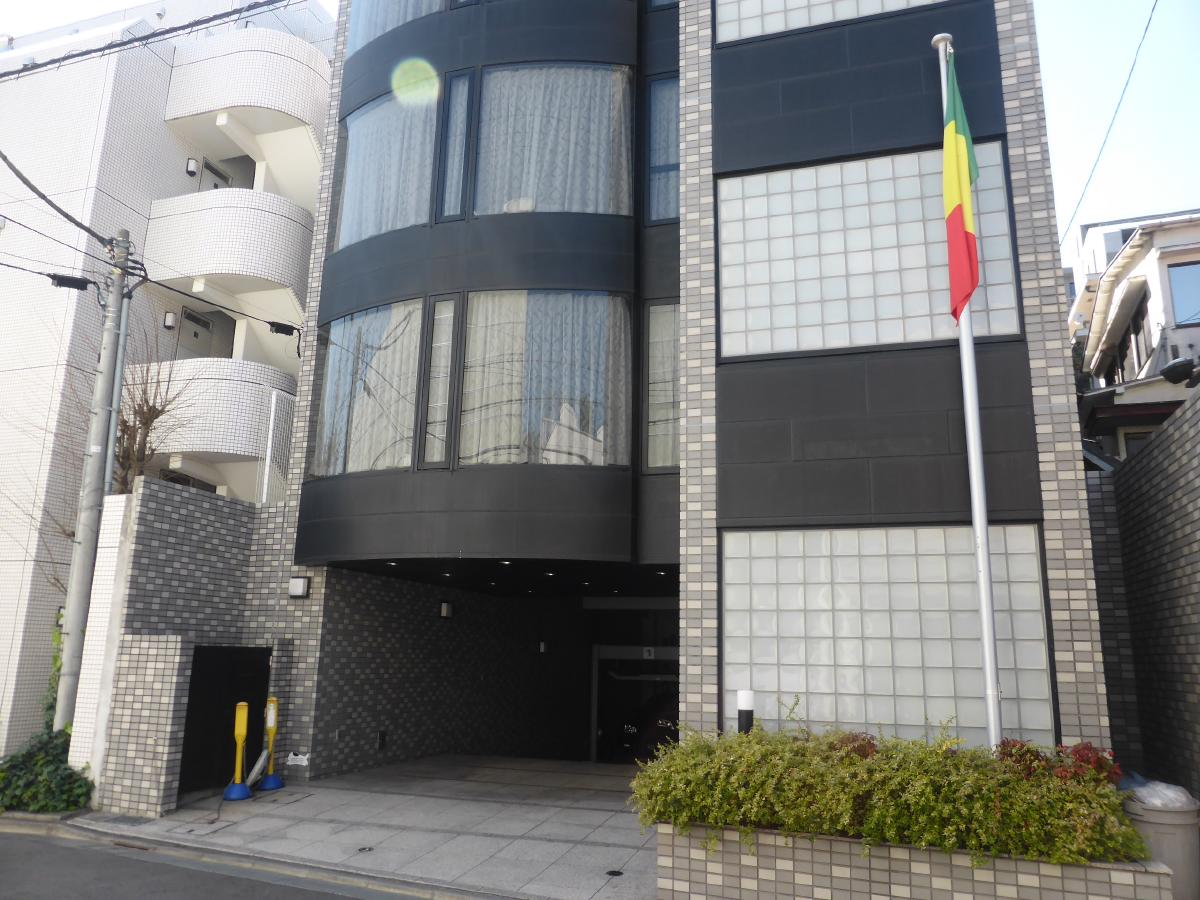
マリ大使館正面
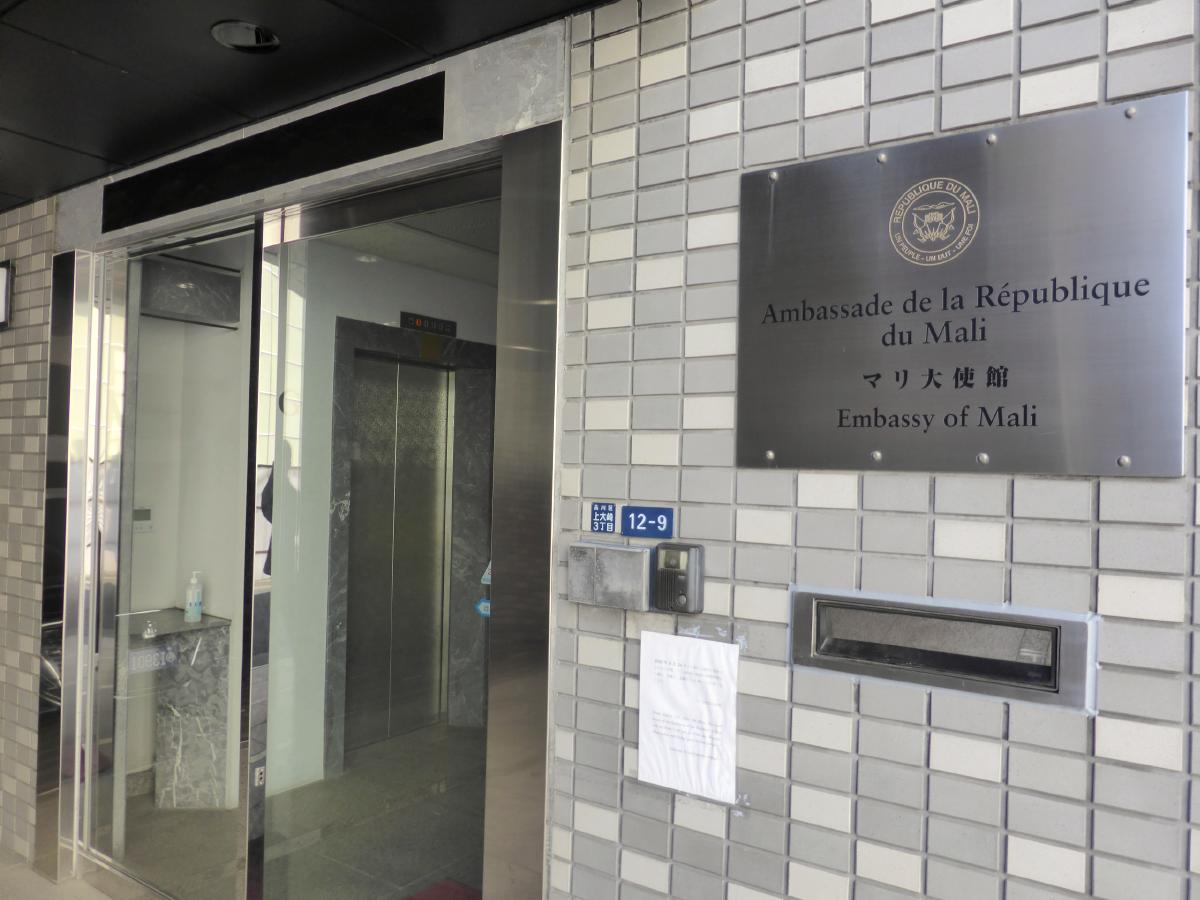
マリ大使館表札
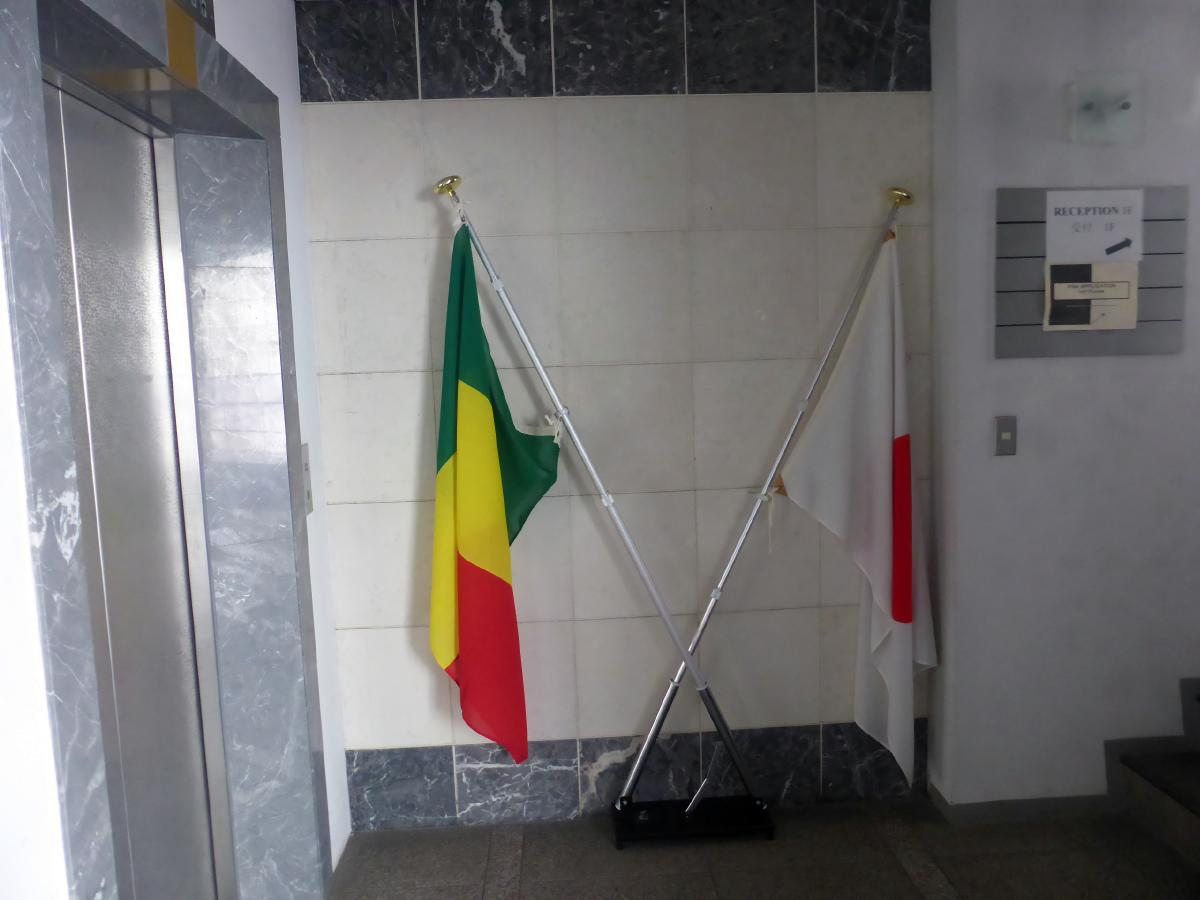
玄関にある両国国旗
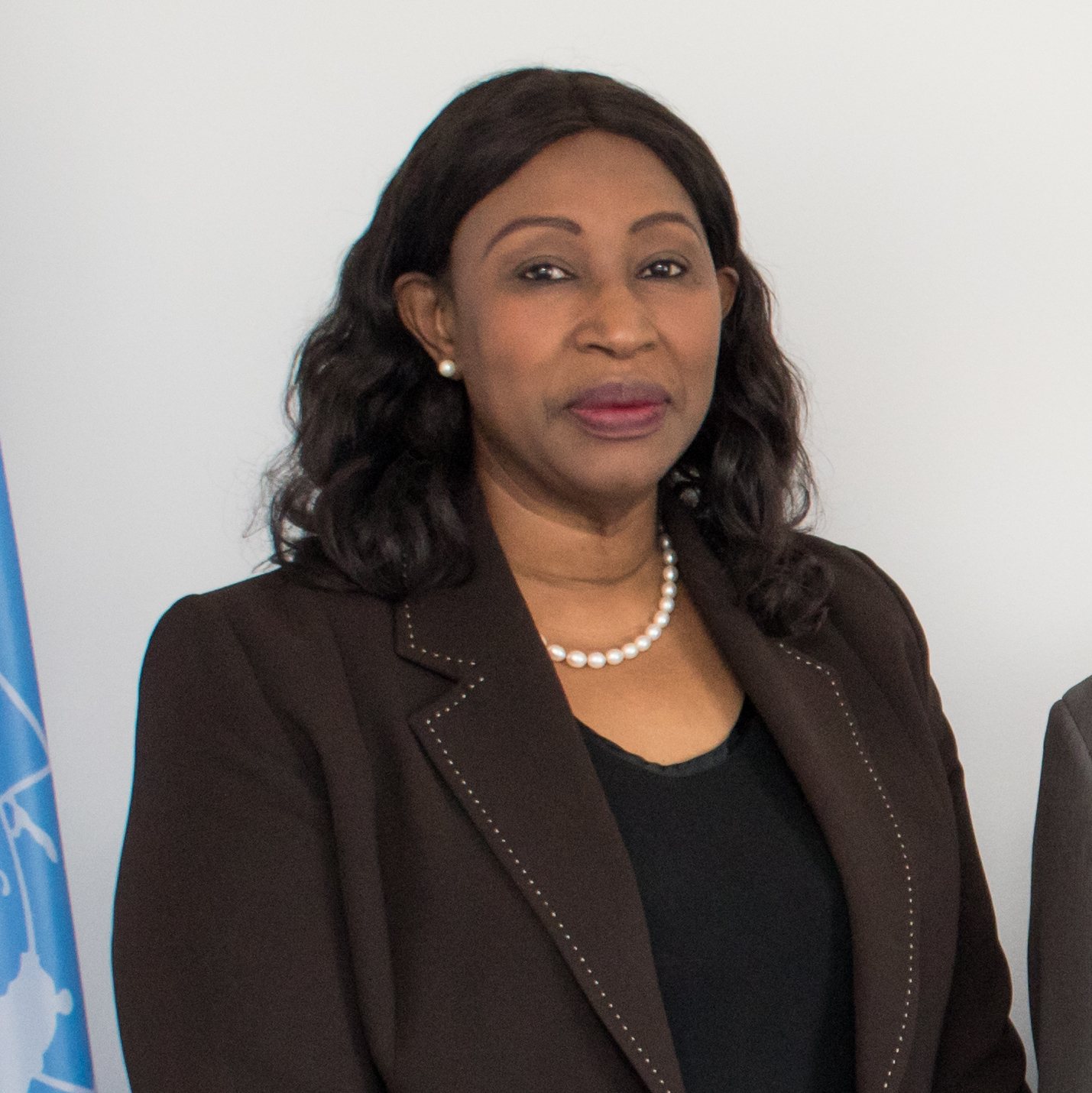
駐日大使を務めたアヤ・チャム・ジャロ